# ボクのスーパーチーム
「ボクのスーパーチーム」（英: SANJAY's SUPER TEAM）は、ピクサー・アニメーション・スタジオが制作しサンジェイ・パテルが監督を務めた上映時間7分の短編アニメーション映画である。第88回アカデミー賞短編アニメーション部門にノミネートされた。

## 概要
アメリカで2015年11月25日、日本で2016年3月12日に公開された同社制作の長編アニメーション映画「アーロと少年」と同時上映された。
本作は、ピクサー初となる実話を基にした作品である。

## ストーリー
ヒーローマニアの少年・サンジェイはヒーロー番組に夢中だが、父親の命令で嫌々ヒンドゥー教の神々に祈り始める。しかし、サンジェイは誤って仏壇の燈明を消してしまう。
すると途端に辺りは一変し、今まで居たリビングは薄暗い部屋になると、そこへ巨大な怪物が現れる。怪物から必死に逃げるサンジェイの前に、ヒンドゥー教の3人の神々が現れ、サンジェイと神々は共に怪物と戦い、倒す事に成功する。サンジェイは戦いで破壊したアクションフィギュアを神々から受け取るが、気がつくとそこはいつものリビングに戻っていた。
その後、サンジェイはスケッチブックにヒンドゥー教の神々を書き、父親に見せるのだった。

## 制作
本作を手がける前から監督の中で神々についての思いが芽生えていた中、ピクサーが短編の制作を提案してくれたのをきっかけに本作が完成した。